# Kauko Wahlsten
Kauko Wilhelm Wahlsten  (ur. 9 grudnia 1923 w Kymi, zm. 9 maja 2001 w Kotce) – fiński wioślarz, brązowy medalista olimpijski.
Wystąpił na igrzyskach olimpijskich w Helsinkach w 1952 roku, gdzie Finowie w składzie: Veikko Lommi, Kauko Wahlsten, Oiva Lommi i Lauri Nevalainen zdobyli brązowy medal w czwórkach bez sternika. W finale o 7,3 sekundy przegrali z osadą Jugosławii, a o 4,4 sekundy wyprzedzili ich Francuzi. 